# Gioco di strategia

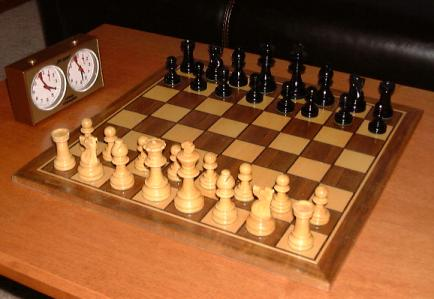
Gli scacchi sono uno dei più conosciuti giochi di strategia

Un gioco di strategia è un gioco, tipicamente da tavolo o un videogioco, nel quale le capacità di prendere decisioni di un giocatore hanno un grande impatto nel determinare il risultato.
Molti giochi includono questo elemento in grado minore o maggiore, rendendo difficile stabilire una demarcazione, è pertanto più adeguato parlare del grado di strategia di un gioco, piuttosto che del fatto che sia o meno un gioco di strategia.
Gli effetti della strategia (e della tattica) sono generalmente influenzati, in misura variabile, anche dalla fortuna. La casualità tuttavia può anche essere completamente assente, come nel caso degli scacchi.

## Strategia astratta
I giochi di strategia astratta, sono legati solo molto vagamente a un tema del mondo reale, ammesso che lo siano. I meccanismi non tentano di simulare la realtà, ma servono piuttosto la logica interna del gioco. Gli scacchi, la dama, e il go sono eccellenti esempi di questi giochi.

## Simulazione
Questo tipo di giochi è un tentativo di catturare le decisioni inerenti a una situazione del mondo reale. La maggior parte delle meccaniche vengono scelte per riflettere le conseguenze che avrebbero nel mondo reale le azioni e decisioni di ogni giocatore. I giochi astratti non possono essere nettamente divisi da quelli di simulazione e si può andare dalla pura astrazione (come Abalone) fino alla pura simulazione (come Strat-o-Matic Baseball).

## Strategia a turni
Praticamente tutti i giochi di strategia tradizionali sono organizzati a turni, ovvero agisce un giocatore alla volta, mentre gli altri restano in attesa. Un giocatore di un gioco a turni ha sempre a disposizione un certo periodo di tempo per valutare la situazione prima di attuare un'azione di gioco. In alcuni casi come Diplomacy i turni sono contemporanei: le azioni di tutti i giocatori hanno effetto insieme, dopo un periodo in comune di scelta delle mosse.
Il termine di gioco strategico a turni viene utilizzato spesso nel caso dei videogiochi per distinguerli da quelli in tempo reale. Tra i videogiochi più famosi di questo genere ci sono Civilization, Heroes of Might and Magic, Jagged Alliance, Total War e X-COM.

## Strategia in tempo reale

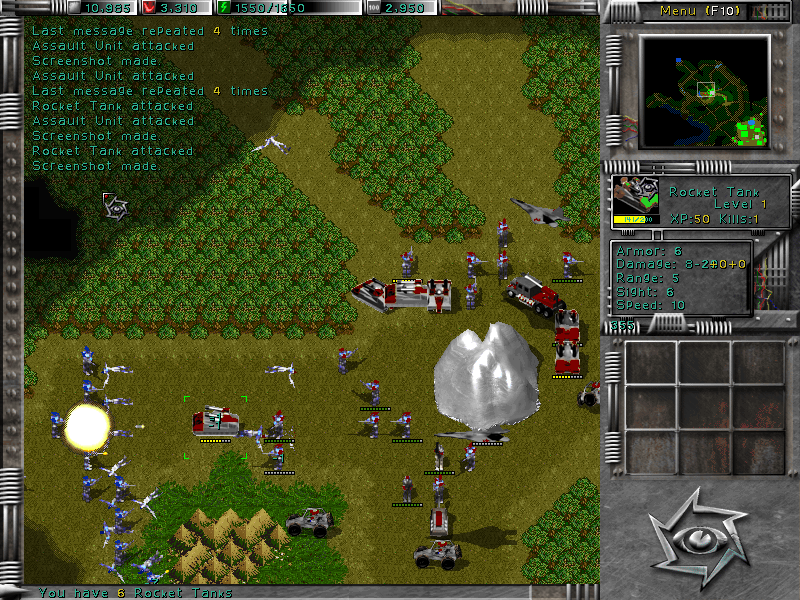
Stratagus

Normalmente si applica la categoria strategia in tempo reale solo a certi videogiochi, nel quale l'azione del gioco è continua e i giocatori devono prendere e attuare le loro decisioni sullo sfondo in uno scenario che cambia continuamente stato. Esistono anche alcuni giochi non elettronici che sono in tempo reale, ma sono rari (un esempio è Icehouse).
Dune II prodotto dagli Westwood Studios è considerato il padre di questo tipo di giochi, altri famosi esempi sono Command & Conquer, Total Annihilation, Warcraft, StarCraft, Age of Empires e Homeworld.

## Wargame
I wargame sono un tentativo di simulare una battaglia ipotetica. I giocatori devono considerare situazioni analoghe a quelle affrontate dai condottieri di battaglie storiche. Come tali i wargame hanno di solito pesanti elementi simulativi.
Alcuni giochi di questo tipo (i wargame tridimensionali) usano modelli fisici del terreno e rappresentazioni miniaturizzate di persone e di equipaggiamento per visualizzare lo stato nel gioco. Giochi popolari di questa categoria sono Warhammer 40.000 e Warhammer Fantasy Battle.
Diplomacy è invece un particolare esempio di gioco di strategia negoziativa politica. Pur se le situazioni che rappresentano non hanno particolare veridicità storica, resta molto intrigante il rapporto negoziale/dialettico che si sviluppa in essi tra i giocatori.